# 网脉木犀
网脉木犀（学名：Osmanthus reticulatus）为木犀科木犀属下的一个种。

## 扩展阅读
- 維基物種上的相關：网脉木犀